# 719
719 (DCCXIX) fue un año común comenzado en domingo del calendario juliano, en vigor en aquella fecha.

## Acontecimientos
- Tras la muerte de Clotario IV, Chilperico II, que había sido destronado por este dos años antes, vuelve a ser nombrado rey de los francos.

## Nacimientos
- Yang Guifei, noble china.

## Fallecimientos
- Clotario IV, rey franco merovingio